# 822 Lalage
Lalage (asteroide 822) é um asteroide da cintura principal, a 1,9054521 UA. Possui uma excentricidade de 0,1552895 e um período orbital de 1 237,46 dias (3,39 anos).
Lalage tem uma velocidade orbital média de 19,83114024 km/s e uma inclinação de 0,7152º.
Esse asteroide foi descoberto em 31 de Março de 1916 por Max Wolf.